# ピレン
ピレン (pyrene) は化学式 C16H10 の縮合芳香族炭化水素。ベンゼン環が 4 個、菱形のように結合した平面構造を持つ。
常温では淡黄色の固体。極性溶媒に溶けにくく、非極性溶媒に溶けやすい。タールに誘導体なども含めて微量に存在する。腎臓や肝臓に有害な影響を及ぼすことが動物実験により分かっている。
誘導体として発癌性物質のベンゾピレンがある。
ピレンは蛍光物質である。また、溶液とした場合にその濃度が十分に高ければエキシマ蛍光を発する。モノマー発光は、最大発光波長が Fmax = 約 375 nm の青色光であるのに対し、エキシマ発光は、Fmax = 約 475 nm で黄緑色光である。
なお、貝類のフトコロガイ科のなかにはマツムシガイなど、学名の接頭語として Pyrene と冠する種がある。